# Genoa Cricket and Football Club 2012-2013
Questa voce raccoglie le informazioni riguardanti il Genoa Cricket and Football Club nelle competizioni ufficiali della stagione 2012-2013.

## Stagione
Un Genoa orfano di Palacio e Gilardino affronta un campionato travagliato, segnato dal duplice avvicendamento in panchina e da molte sconfitte.
A chiusura del girone di andata, i liguri riescono a fare loro la 17ª posizione che varrebbe un'ulteriore salvezza: in quest'ottica è determinante la vittoria contro il Bologna, che cade così all'ultimo posto. Il piazzamento viene mantenuto nelle 19 gare seguenti, fino a conquistare la permanenza in A al penultimo turno: la matematica certezza è data dal pareggio, per 0-0, contro un'Inter ormai fuori da obiettivi europei. La classifica finale recita 38 punti, 4 in meno rispetto al precedente torneo che terminò con il medesimo risultato.

## Divise e sponsor
Lo sponsor tecnico è Lotto Sport Italia, mentre lo sponsor della divisa è la società di scommesse sportive iZiPlay.
| Casa | Trasferta |

## Rosa
Aggiornata al 2 febbraio 2013.
| N. |                       | Ruolo | Calciatore                     |
| -- | --------------------- | ----- | ------------------------------ |
| 1  | Francia (bandiera)    | P     | Sébastien Frey                 |
| 2  | Argentina (bandiera)  | D     | Julián Velázquez               |
| 3  | Italia (bandiera)     | D     | Cesare Bovo                    |
| 4  | Italia (bandiera)     | D     | Damiano Ferronetti             |
| 5  | Svezia (bandiera)     | D     | Andreas Granqvist              |
| 7  | Italia (bandiera)     | C     | Marco Rossi (capitano)         |
| 8  | Perù (bandiera)       | C     | Juan Manuel Vargas             |
| 9  | Italia (bandiera)     | A     | Alberto Gilardino              |
| 9  | Uruguay (bandiera)    | A     | Leonardo Melazzi               |
| 10 | Kazakistan (bandiera) | C     | Alexander Merkel               |
| 10 | Uruguay (bandiera)    | C     | Rubén Olivera                  |
| 11 | Serbia (bandiera)     | A     | Boško Janković (vice capitano) |
| 13 | Italia (bandiera)     | D     | Luca Antonelli                 |
| 14 | Cile (bandiera)       | C     | Felipe Seymour                 |
| 14 | Italia (bandiera)     | C     | Marco Rigoni                   |
| 15 | Slovenia (bandiera)   | D     | Luka Krajnc                    |
| 16 | Svezia (bandiera)     | A     | Linus Hallenius                |
| 17 | Italia (bandiera)     | A     | Ciro Immobile                  |
| 18 | Italia (bandiera)     | A     | Giammario Piscitella           |
| 19 | Cile (bandiera)       | C     | Cristóbal Jorquera             |
| 20 | Italia (bandiera)     | D     | Giandomenico Mesto             |
| 20 | Italia (bandiera)     | D     | Alberto Marchiori              |
| 21 | Italia (bandiera)     | D     | Michele Canini                 |

| N. |                                 | Ruolo | Calciatore           |
| -- | ------------------------------- | ----- | -------------------- |
| 21 | Italia (bandiera)               | D     | Thomas Manfredini    |
| 22 | Italia (bandiera)               | A     | Marco Borriello      |
| 23 | Slovenia (bandiera)             | C     | Valter Birsa         |
| 23 | Italia (bandiera)               | A     | Said Ahmed Said      |
| 24 | Italia (bandiera)               | D     | Emiliano Moretti     |
| 25 | Ghana (bandiera)                | C     | Moro Alhassan        |
| 26 | Italia (bandiera)               | D     | Mattia Cassani       |
| 27 | Brasile (bandiera)              | C     | Matuzalém            |
| 28 | Ungheria (bandiera)             | C     | Dániel Tőzsér        |
| 29 | Bosnia ed Erzegovina (bandiera) | A     | Enis Nadarević       |
| 30 | Grecia (bandiera)               | P     | Alexandros Tzorvas   |
| 31 | Italia (bandiera)               | D     | Mario Sampirisi      |
| 32 | Italia (bandiera)               | P     | Antonio Donnarumma   |
| 33 | Slovacchia (bandiera)           | C     | Juraj Kucka          |
| 38 | Rep. Ceca (bandiera)            | P     | Lukas Zima           |
| 40 | Serbia (bandiera)               | D     | Nenad Tomovic        |
| 57 | Brasile (bandiera)              | A     | Zé Eduardo           |
| 63 | Canada (bandiera)               | P     | Robert Stillo        |
| 83 | Italia (bandiera)               | A     | Antonio Floro Flores |
| 87 | Italia (bandiera)               | D     | Eros Pisano          |
| 89 | Brasile (bandiera)              | C     | Anselmo de Moraes    |
| 90 | Italia (bandiera)               | D     | Daniele Portanova    |
| 91 | Italia (bandiera)               | C     | Andrea Bertolacci    |

## Risultati

### Serie A

#### Girone di andata
| Arbitro: | Rizzoli (Bologna) |

|                         |           |  |
| Merkel 51’ Immobile 85’ | Marcatori |  |

| Arbitro: | Giannoccaro (Lecce) |

|                             |           |                        |
| Bergessio 66’, 68’ Lodi 84’ | Marcatori | 26’ Kucka 82’ Janković |

| Arbitro: | Rocchi (Firenze) |

|              |           |                                                |
| Immobile 18’ | Marcatori | 61’ Giaccherini 78’ (rig.) Vučinić 84’ Asamoah |

| Arbitro: | Damato (Barletta) |

|  |           |               |
|  | Marcatori | 79’ Borriello |

| Arbitro: | Guida (Torre Annunziata) |

|                      |           |                  |
| Borriello 88’ (rig.) | Marcatori | 27’ A. Lucarelli |

| Udine 30 settembre 2012, ore 12:30 CEST 6ª giornata | Udinese        | 0 – 0 referto | Genoa | Stadio Friuli (15.396 spett.)\| Arbitro: \| Romeo (Verona) \| |
| Arbitro:                                            | Romeo (Verona) |               |       |                                                               |

| Arbitro: | Tommasi (Bassano del Grappa) |

|               |           |            |
| Borriello 52’ | Marcatori | 14’ Giorgi |

| Arbitro: | Orsato (Schio) |

|                       |           |                                       |
| Kucka 7’ Janković 15’ | Marcatori | 27’ Totti 44’, 55’ Osvaldo 83’ Lamela |

| Arbitro: | Mazzoleni (Bergamo) |

|                 |           |  |
| El Shaarawy 77’ | Marcatori |  |

| Arbitro: | Banti (Livorno) |

|  |           |             |
|  | Marcatori | 14’ Pasqual |

| Arbitro: | Peruzzo (Schio) |

|          |           |  |
| Paci 54’ | Marcatori |  |

| Arbitro: | Rizzoli (Bologna) |

|                             |           |                                               |
| Immobile 23’ Bertolacci 55’ | Marcatori | 54’ Mesto 79’ Cavani 90’ Hamšík 90+4’ Insigne |

| Arbitro: | Mazzoleni (Bergamo) |

|                                     |           |              |
| Poli 16’ Bovo 36’ (aut.) Icardi 88’ | Marcatori | 73’ Immobile |

| Arbitro: | Doveri (Roma) |

|  |           |                |
|  | Marcatori | 39’ Bertolacci |

| Arbitro: | Tagliavento (Terni) |

|                       |           |                                            |
| Said 40’ Janković 56’ | Marcatori | 14’ (rig.), 22’, 45+1’ Paloschi 89’ Stoian |

| Arbitro: | Celi (Bari) |

|                            |           |  |
| Abbruscato 52’ Vukušić 73’ | Marcatori |  |

| Arbitro: | Orsato (Schio) |

|               |           |             |
| Granqvist 29’ | Marcatori | 19’ Bianchi |

| Arbitro: | Gervasoni (Mantova) |

|               |           |              |
| Cambiasso 85’ | Marcatori | 77’ Immobile |

| Arbitro: | Banti (Livorno) |

|                    |           |  |
| Borriello 57’, 73’ | Marcatori |  |

#### Girone di ritorno
| Arbitro: | Rocchi (Firenze) |

|                   |           |               |
| Sau 55’ Conti 82’ | Marcatori | 48’ E. Pisano |

| Arbitro: | Rizzoli (Bologna) |

|  |           |                             |
|  | Marcatori | 4’ Bergessio 86’ Barrientos |

| Arbitro: | Guida (Torre Annunziata) |

|                  |           |               |
| Quagliarella 54’ | Marcatori | 68’ Borriello |

| Arbitro: | Tagliavento (Terni) |

|                                           |           |                               |
| Borriello 16’ Bertolacci 22’ Rigoni 90+5’ | Marcatori | 58’ Floccari 82’ (rig.) Mauri |

| Parma 10 febbraio 2013, ore 12:30 CET 24ª giornata | Parma           | 0 – 0 referto | Genoa | Stadio Ennio Tardini (10.944 spett.)\| Arbitro: \| Peruzzo (Schio) \| |
| Arbitro:                                           | Peruzzo (Schio) |               |       |                                                                       |

| Arbitro: | Doveri (Roma) |

|           |           |  |
| Kucka 33’ | Marcatori |  |

| Palermo 23 febbraio 2013, ore 20:45 CET 26ª giornata | Palermo        | 0 – 0 referto | Genoa | Stadio Renzo Barbera (18.995 spett.)\| Arbitro: \| Orsato (Schio) \| |
| Arbitro:                                             | Orsato (Schio) |               |       |                                                                      |

| Arbitro: | Gervasoni (Mantova) |

|                                             |           |                      |
| Totti 16’ (rig.) Romagnoli 58’ Perrotta 88’ | Marcatori | 42’ (rig.) Borriello |

| Arbitro: | Damato (Barletta) |

|  |           |                           |
|  | Marcatori | 22’ Pazzini 60’ Balotelli |

| Arbitro: | Rizzoli (Bologna) |

|                                              |           |                             |
| Aquilani 33’ Cuadrado 62’ Cassani 77’ (aut.) | Marcatori | 58’ Portanova 69’ Antonelli |

| Arbitro: | Rocchi (Firenze) |

|                           |           |                                |
| Borriello 6’ Janković 71’ | Marcatori | 43’ Emeghara 52’ (rig.) Rosina |

| Arbitro: | Banti (Livorno) |

|                         |           |  |
| Pandev 18’ Džemaili 29’ | Marcatori |  |

| Arbitro: | Orsato (Schio) |

|               |           |          |
| Matuzalém 80’ | Marcatori | 28’ Éder |

| Arbitro: | Giannoccaro (Lecce) |

|                 |           |               |
| Floro Flores 6’ | Marcatori | 8’ Del Grosso |

| Arbitro: | Doveri (Roma) |

|  |           |               |
|  | Marcatori | 73’ Borriello |

| Arbitro: | Gervasoni (Mantova) |

|                                                    |           |            |
| Floro Flores 19’ Borriello 30’, 54’ Bertolacci 70’ | Marcatori | 35’ Sculli |

| Torino 8 maggio 2013, ore 15:00 CEST 36ª giornata | Torino           | 0 – 0 referto | Genoa | Stadio Olimpico (20.039 spett.)\| Arbitro: \| Rocchi (Firenze) \| |
| Arbitro:                                          | Rocchi (Firenze) |               |       |                                                                   |

| Genova 12 maggio 2013, ore 12:30 CEST 37ª giornata | Genoa               | 0 – 0 referto | Inter | Stadio Luigi Ferraris\| Arbitro: \| Tagliavento (Terni) \| |
| Arbitro:                                           | Tagliavento (Terni) |               |       |                                                            |

| Bologna 19 maggio 2013, ore 15:00 CEST 38ª giornata | Bologna             | 0 – 0 referto | Genoa | Stadio Renato Dall'Ara\| Arbitro: \| Borriello (Mantova) \| |
| Arbitro:                                            | Borriello (Mantova) |               |       |                                                             |

### Coppa Italia

#### Turni preliminari
| Arbitro: | Banti (Livorno) |

|                          |                      |                                  |
| Mesto 32’                | Marcatori            | 65’ Bjelanović                   |
| Janković Immobile Canini | Tiri di rigore 1 – 4 | Bačinovič Jorginho Laner Maietta |

## Statistiche

### Statistiche di squadra
Statistiche aggiornate al 19 maggio 2013.
| Competizione | Punti | In casa | In casa | In casa | In casa | In casa | In casa | In trasferta | In trasferta | In trasferta | In trasferta | In trasferta | In trasferta | Totale | Totale | Totale | Totale | Totale | Totale | D.R. |
| Competizione | Punti | G       | V       | N       | P       | Gf      | Gs      | G            | V            | N            | P            | Gf           | Gs           | G      | V      | N      | P      | Gf     | Gs     | D.R. |
| ------------ | ----- | ------- | ------- | ------- | ------- | ------- | ------- | ------------ | ------------ | ------------ | ------------ | ------------ | ------------ | ------ | ------ | ------ | ------ | ------ | ------ | ---- |
| Serie A      | 38    | 19      | 5       | 7       | 7       | 26      | 30      | 19           | 3            | 7            | 9            | 12           | 22           | 38     | 8      | 14     | 16     | 38     | 52     | −14  |
| Coppa Italia | -     | 1       | 0       | 1       | 0       | 1       | 1       | 0            | 0            | 0            | 0            | 0            | 0            | 1      | 0      | 1      | 0      | 1      | 1      | 0    |
| Totale       | -     | 20      | 5       | 8       | 7       | 27      | 31      | 19           | 3            | 7            | 9            | 12           | 22           | 39     | 8      | 15     | 16     | 39     | 53     | −14  |

### Andamento in campionato
| Giornata  | 1 | 2 | 3  | 4 | 5  | 6  | 7  | 8  | 9  | 10 | 11 | 12 | 13 | 14 | 15 | 16 | 17 | 18 | 19 | 20 | 21 | 22 | 23 | 24 | 25 | 26 | 27 | 28 | 29 | 30 | 31 | 32 | 33 | 34 | 35 | 36 | 37 | 38 |
| --------- | - | - | -- | - | -- | -- | -- | -- | -- | -- | -- | -- | -- | -- | -- | -- | -- | -- | -- | -- | -- | -- | -- | -- | -- | -- | -- | -- | -- | -- | -- | -- | -- | -- | -- | -- | -- | -- |
| Luogo     | T | C | T  | C | T  | C  | T  | C  | T  | C  | T  | T  | C  | T  | C  | C  | T  | C  | T  | C  | T  | C  | T  | C  | T  | C  | T  | C  | T  | C  | C  | T  | C  | T  | T  | C  | T  | C  |
| Risultato | V | P | P  | V | N  | N  | N  | P  | P  | P  | P  | P  | P  | V  | P  | P  | N  | N  | V  | P  | P  | N  | V  | N  | V  | N  | P  | P  | P  | N  | P  | N  | N  | V  | V  | N  | N  | N  |
| Posizione | 4 | 8 | 12 | 9 | 10 | 10 | 10 | 11 | 16 | 17 | 18 | 19 | 20 | 17 | 19 | 20 | 20 | 20 | 17 | 18 | 19 | 19 | 18 | 18 | 18 | 18 | 18 | 18 | 18 | 18 | 19 | 19 | 19 | 19 | 18 | 17 | 17 | 17 |

Legenda:

Luogo: C = Casa; T = Trasferta. Risultato: V = Vittoria; N = Pareggio; P = Sconfitta.